# 1789
Промислова революція •  Просвітництво • Російська імперія • Французька революція

## Геополітична ситуація
В Османській імперії султан Абдул-Гаміда I змінив Селім III (до 1807). Під владою османів перебувають Близький Схід та Єгипет, Середземноморське узбережжя Північної Африки, частина Закавказзя, значні території в Європі: Греція, Болгарія і Сербія. Васалами османів є Волощина та Молдова.
Священна Римська імперія охоплює, крім німецьких земель, Угорщину з Хорватією, Трансильванію, Богемію, Північну Італію, Австрійські Нідерланди. Її імператор — Йосиф II (до 1790). У Пруссії править Фрідріх-Вільгельм II (до 1797).
У Франції королює Людовик XVI (до 1792). Франція має колонії в Північній Америці та Індії. Король Іспанії — Карл IV (до 1808). Королівству Іспанія належать південь Італії, Нова Іспанія, Нова Гранада, Віцекоролівство Перу, Внутрішні провінції та Віцекоролівство Ріо-де-ла-Плата в Америці, Філіппіни. У Португалії королює Марія I (до 1816). Португалія має володіння в Бразилії, в Африці, в Індії, в Індійському океані й Індонезії. На троні Великої Британії сидить Георг III (до 1820). Британія має колонії в Північній Америці, на Карибах та в Індії.
Сполучені Штати Америки, займають територію колишніх 13 британських колоній, територія на півночі північноамериканського континенту належить Великій Британії, територія на півдні та заході — Іспанії й Франції.
Північ Нідерландів займає Республіка Об'єднаних провінцій. Вона має колонії в Америці, Індонезії, на Формозі та на Цейлоні. Король Данії та Норвегії — Кристіан VII (до 1808), на шведському троні сидить Густав III (до 1792). На Апеннінському півострові незалежні Венеційська республіка та Папська область. Король Речі Посполитої — Станіслав Август Понятовський (до 1795). У Російській імперії править Катерина II (до 1796).
Україну розділено між трьома державами. Королівство Галичини та Володимирії належить Австрії. По Дніпру проходить кордон між Річчю Посполитою та Російською імперією. Лівобережна частина розділена на Київське намісництво, Чернігівське намісництво, Новгород-Сіверське намісництво, Новоросійську губернію та Харківське намісництво. Задунайська Січ існує під протекторатом Османської імперії. Крим є частиною Російської імперії.
В Ірані править династія Зандів. Імперія Маратха контролює значну частину Індостану. Зростає могутність Британської Ост-Індійської компанії. У Бірмі править династія Конбаун. У Китаї володарює Династія Цін. У Японії триває період Едо.

## Події

### В Україні
- Заснування міста Миколаєва Григорієм Потьомкіним.
- Заснування колонії менонітів Ейнлаге (Кічкас) переселенцями зі східної Пруссії.
- На Лівобережжі розпочалося Турбаївське повстання.
- На Правобережжі нагнітилася ситуація на Волині.

### У світі

#### Сполучені Штати
- 7 січня відбулися президентські вибори та вибори в палату представників.
- 4 лютого Колегія виборників США одноголосно обрала президентом Джорджа Вашингтона.
- 4 березня у Нью-Йорку відкрилася перша сесія Конгресу США, на якій було оголошено, що Конституція США набула чинності.
- 1 квітня Палата представників Конгресу вперше набрала кворум, а 6 квітня кворум набрав Сенат.
- 30 квітня відбулася інавгурація Джорджа Вашингтона.
- 27 липня засновано Державний департамент США.
- 7 серпня встановлено Військове міністерство США.
- 25 вересня Конгрес США прийняв «Білль про права», який набрав чинності у грудні.
- 21 листопада Північна Кароліна ратифікувала Конституцію 12-м зі штатів.
- 26 листопада День подяки оголошено національним святом.

#### Франція
- У січні Еммануель-Жозеф Сієс опублікував панфлет «Що таке третій стан?»
- 5 травня у Версалі відкрилися Генеральні штати.
- 17 червня Генеральні штати проголосили себе Національними зборами.
- 20 червня у Версалі проголошена клятва у залі для гри в м'яч.
- 9 липня Національні збори проголосили себе Установчими.
- 14 липня повсталі парижани взяли штурмом фортецю-в'язницю Бастилію.
- 5 серпня у Франції скасовано кріпосне право.
- 26 серпня Національні установчі збори прийняли «Декларацію прав людини і громадянина».
- 5 жовтня відбувся похід жінок на Версаль на знак протесту проти високих цін на хліб.
- 10 жовтня Жозеф Гійотен запропонував використовувати гільйотину для гуманніших страт.

#### Деінде
- Король Швеції Густав III «Актом єднання і безпеки» поклав край 70-річній парламентській системі й відновив у країні абсолютну монархію.
- 7 квітня в Отоманській імперії султана Абдул Гаміда I змінив Селім III.
- 28 квітня відбувся заколот на Баунті.
- В Ірані Сайєд Мурад Хан вчинив заколот проти Джафар Шаха, але правив недовго — його змістив і стратив Лотфі Алі Шах.
- В'єтнамці здобули свою найбільшу перемогу в історії над військами китайської династії Цін.[1]
- На півдні Африки почалася друга Кафрська війна.
- Інконфіденсія мінейра поклала початок боротьбі Бразилії за незалежність.
- У Скандинавії закінчилася Театральна війна.
- Александр Макензі добрався до гирла річки, пізніше названої його ім'ям.
- 22 вересня російсько-австрійські війська на чолі з Олександром Суворовим завдали туркам поразки в битві на річці Римник.
- 24 жовтня в Австрійських Нідерландах спалахнула Брабантська революція. 27 жовтня повсталі Брабантці завдали поразки австрійським військам у битві при Турнгоуті.

### Наука і культура
- Засновано Джорджтаунський університет — перший католицький виш у США.
- Засновано Університет Північної Кароліни.
- Вільям Гершель відкрив супутники Сатурна Енцелад та Мімас.
- Мартін Генріх Клапрот відкрив хімічний елемент Уран.
- Французький ботанік Антуан Лоран де Жуссьє опублікував «Genera plantarum secundum ordines naturales disposita, juxta methodum in Horto Regio Parisiensi exaratum, anno 1774».
- Медаль Коплі отримав актуарій Вільям Морган.
- Вільям Блейк опублікував збірку поезій «Пісні невинності».

### Засновані
- Республіка Льєж

### Зникли
- Династія Ле
- Князівство Рача

## Народились
Дивись також Категорія:Народились 1789
- 6 серпня — Буяльський Ілля Васильович, придворний хірург, бальзамувальник найвищих персон (пом. 1866).
- 21 серпня — Оґюстен-Луї Коші, французький математик, один з основоположників теорії аналітичних функцій.
- 9 вересня — Вільям Кренч Бонд, американський астроном.
- 15 вересня — Джеймс Фенімор Купер, американський письменник.
- 19 листопада — український історик і мовознавець Михайло Лучкай.

## Померли
Дивись також Категорія:Померли 1789
- 21 червня — Поль Анрі Гольбах, французький філософ німецького походження, письменник, просвітитель, енциклопедист